# 伊東浩司
伊東 浩司（いとう こうじ、1970年1月29日 - ）は、兵庫県神戸市出身の日本陸上競技・短距離走元選手、指導者。2020年4月より甲南大学全学共通教育センター教授。
多くの日本人選手が短距離界で活躍するネグロイドに合った走り方をしていた中、一人日本人に適した走り方を求め当時タブーとされていた「腕を軽く振る」「足をあまり上げない」「少し前傾姿勢」といった走法を取り入れた選手であった。その結果1998年に100mで10秒00の日本記録を打ち出した。この記録は2017年9月9日に桐生祥秀が9秒98を記録するまで、19年にわたって更新されなかった。

## 経歴
神戸市立鵯台中学校、報徳学園高等学校を経て、東海大学政治経済学部経済学科を卒業後、富士通株式会社に入社。2008年3月に早稲田大学大学院スポーツ科学研究科修士課程を修了。
鵯台中時代、100mと200mで当時の中学記録を上回る10秒7、21秒8で走る。全日本中学100m5位・200m3位ジュニアオリンピック100m3位・400m1位
報徳学園高校1年時、鳥取国体少年B400m1位。3年時、沖縄国体の少年A男子400mで当時の高校記録となる46秒52をマーク。その年のインターハイ8位の雪辱を果たした。
1998年、日本選手権で100m10秒08・200m20秒16の日本新記録（当時。100mは朝原宣治に並ぶタイ記録）を樹立する。
1998年12月13日に開かれたバンコクアジア大会の男子100mにおいて、準決勝で当時のアジア記録ともなる日本新記録の10秒00（追い風1.9m）を出した（速報タイムでは9秒99で、アジア人・非ネグロイド初の9秒台かと思われた。準決勝だったため最後は流している。直後のインタビューでは、ゴール前で流したことを後悔する発言を残している）。100m決勝レースでは10秒05で優勝。男子200m(20秒25）と男子400mリレー（38秒91・アンカー）でも優勝を果たして合計3個の金メダルを獲得、バンコクアジア大会のMVPも獲得した。
非アフリカ系選手で当時の最高記録となる10秒00をマークしたのは、1984年のポーランドのマリアン・ヴォロニンに続き2人目であった。その年の年末、紅白歌合戦にゲスト出演するまでに知名度が上がり「アジアの風」と呼ばれた。
また1999年6月16日には、平塚陸上競技場で行われた東海大-日大対校戦の男子100mで、手動計時ながら9秒9（追い風1.6m）を記録した。
夫人は学年が1年上の、世界陸上アテネ大会女子マラソンで優勝・金メダリストとなった鈴木博美である。
現在はスポーツ解説者としてオリンピックや世界陸上などに多数出演。よしもと大運動会の解説にも呼ばれている。
2009年3月30日より、神戸市教育委員会の教育委員を務めている。
2011年4月より、関西学生陸上競技連盟のヘッドコーチを務めている。
2011年11月より、日本陸上競技連盟強化委員会短距離部長を務めている。

## 成長過程
ジュニア時代の伊東は、当時、中学・高校生に本格的なウエイトトレーニングを課す指導者も多い中、筋力アップを目的としたトレーニングをほとんど行っていなかった。中学時代の伊東の走りはアゴは上がる、肩は大きくぶれる、腕の振りはメチャクチャといったものであった。しかし記録的には前述の通り優秀で、動きそのものはしなやかであった。当時の指導者は伊東の将来を考え、長所であるそのしなやな動きが失われないように配慮し、ウエイトトレーニングを行ったとしても軽い負荷に限定していた。
大学でも同様に走りこみと跳躍系の練習が中心であり、本格的にトレーニングを始めたのは社会人になってからであった。しかしその間もメデイシンボールやスピードバウンディングでのトレーニングを欠かさず行い、筋肉・関節の硬化が起きないよう配慮していた。
中学・高校時代から追い込めばもっと早くからさらなる好結果を得ていたかもしれないが、本人も指導者も我慢を重ね、着実に階段を上っていった成功例のひとつだとされている。

## 走法
『ナンバ』の動きを取り入れたとされているが、右足（左足）と右腕（左腕）を同時に同方向へ動かしているわけではない。実際に伊東が取り組んだ走法は、例えば右足が前に出るとき同じ側の胸を脚の上に乗り込ませるようにするもので、その時に自然と右腕は後ろに引かれるが内旋動作がはいるために大きく振ることはできない（意識的に腕を振らないと思われがちだが結果的に大きく動かないだけである）。脚と腕が同方向へ同時に動けば人体構造上、走ることはもちろん歩くことも不自然かつ困難であり所謂『ナンバ走り』ではない。また肩の動きを抑えていると言われる事もあるが、実際には上記の理由により例えば朝原宣治などの走り方と比べれば結果的に大きく前後に動かないだけであるが、逆に上下には大きく動いており、しかも正面から見た場合には頭から足まで波打つように大きく揺れている。
脚を高く上げない走法でも知られるが、これはネグロイドに比べ骨盤が後傾しがちな東洋人には不向きであるとの理由であるとされる。

## 主な成績
備考欄の記録は当時のもの
| 年   | 大会                | 場所               | 種目    | 結果    | 記録              | 備考                                                                       |
| ---- | ------------------- | ------------------ | ------- | ------- | ----------------- | -------------------------------------------------------------------------- |
| 1991 | 世界選手権          | 東京               | 4x400mR | 予選    | 3分01秒26 （4走） | アジア記録、1組4着                                                         |
| 1991 | アジア選手権 (en)   | クアラルンプール   | 400m    | 3位     | 46秒64            |                                                                            |
| 1991 | アジア選手権 (en)   | クアラルンプール   | 4x100mR | 3位     | 39秒74 （3走）    |                                                                            |
| 1991 | アジア選手権 (en)   | クアラルンプール   | 4x400mR | 優勝    | 3分05秒22 （4走） |                                                                            |
| 1992 | ワールドカップ (en) | ハバナ             | 4x400mR | 6位     | 3分05秒30 （3走） | アジア選抜                                                                 |
| 1993 | 東アジア大会 (en)   | 上海               | 200m    | 3位     | 21秒19 （+3.0）   |                                                                            |
| 1993 | 世界選手権          | シュトゥットガルト | 200m    | 2次予選 | 21秒04 （+1.2）   | 1組6着                                                                     |
| 1993 | 世界選手権          | シュトゥットガルト | 4x100mR | 準決勝  | 39秒01 （4走）    | 1組7着                                                                     |
| 1993 | アジア選手権 (en)   | マニラ             | 400m    | 3位     | 46秒63            |                                                                            |
| 1993 | アジア選手権 (en)   | マニラ             | 4x400mR | 優勝    | 3分09秒03 （1走） |                                                                            |
| 1994 | アジア大会          | 広島               | 200m    | 2位     | 20秒70 （+1.7）   |                                                                            |
| 1994 | アジア大会          | 広島               | 4x100mR | 優勝    | 39秒37 （4走）    |                                                                            |
| 1995 | 世界室内選手権      | バルセロナ         | 200m    | 準決勝  | 21秒77            | 日本人初の準決勝進出、3組5着                                               |
| 1995 | 世界選手権          | イェーテボリ       | 200m    | 2次予選 | 20秒80 （+0.8）   | 3組6着                                                                     |
| 1995 | 世界選手権          | イェーテボリ       | 4x100mR | 5位     | 39秒33 （2走）    | 準決勝で38秒67のアジア記録 日本初の決勝進出                                |
| 1996 | オリンピック        | アトランタ         | 200m    | 準決勝  | 20秒45 （+0.1）   | 日本人初の準決勝進出 日本人最高成績（準決勝2組6着）                        |
| 1996 | オリンピック        | アトランタ         | 4x100mR | 予選    | DQ （2走）        |                                                                            |
| 1996 | オリンピック        | アトランタ         | 4x400mR | 5位     | 3分00秒76 （2走） |                                                                            |
| 1997 | 世界室内選手権      | パリ               | 60m     | 予選    | 6秒71             | 8組3着                                                                     |
| 1997 | 世界室内選手権      | パリ               | 200m    | 予選    | 21秒68            | 3組4着                                                                     |
| 1997 | 東アジア大会 (en)   | 釜山               | 200m    | 優勝    | 20秒98 （+0.5）   |                                                                            |
| 1997 | 東アジア大会 (en)   | 釜山               | 4x100mR | 優勝    | 39秒32 （2走）    |                                                                            |
| 1997 | 世界選手権          | アテネ             | 100m    | 1次予選 | 10秒46 （-0.6）   | 5組4着                                                                     |
| 1997 | 世界選手権          | アテネ             | 200m    | 1次予選 | 20秒82 （-0.2）   | 3組4着                                                                     |
| 1997 | 世界選手権          | アテネ             | 4x100mR | 準決勝  | 38秒31 （2走）    | アジア記録、2組5着                                                         |
| 1998 | アジア選手権 (en)   | 福岡               | 200m    | 優勝    | 20秒70 （-0.6）   |                                                                            |
| 1998 | アジア選手権 (en)   | 福岡               | 4x100mR | 2位     | 39秒30 （4走）    |                                                                            |
| 1998 | ワールドカップ (en) | ヨハネスブルグ     | 200m    | 4位     | 20秒40 （+1.3）   | 3位と同タイム着差あり                                                      |
| 1998 | アジア大会          | バンコク           | 100m    | 優勝    | 10秒05 （+1.6）   | 準決勝で10秒00のアジア記録                                                 |
| 1998 | アジア大会          | バンコク           | 200m    | 優勝    | 20秒25 （-0.4）   | 大会記録                                                                   |
| 1998 | アジア大会          | バンコク           | 4x100mR | 優勝    | 38秒91 （4走）    | 大会記録                                                                   |
| 1999 | 世界室内選手権      | 前橋               | 60m     | 準決勝  | 6秒62             | 日本人最高成績（準決勝1組4着）                                             |
| 1999 | 世界室内選手権      | 前橋               | 200m    | 5位     | 20秒95            | 予選で20秒76、準決勝で20秒63のアジア記録 日本人初の決勝進出 日本人最高成績 |
| 1999 | 世界選手権          | セビリア           | 100m    | 2次予選 | 10秒40 （-0.2）   | 5組7着                                                                     |
| 1999 | 世界選手権          | セビリア           | 200m    | 準決勝  | 20秒51 （+1.6）   | 日本人初の準決勝進出、1組6着                                               |
| 1999 | 世界選手権          | セビリア           | 4x400mR | 予選    | 3分02秒50 （2走） | 1組4着                                                                     |
| 2000 | オリンピック        | シドニー           | 100m    | 準決勝  | 10秒39 （+0.4）   | 1組7着                                                                     |
| 2000 | オリンピック        | シドニー           | 200m    | 準決勝  | 20秒67 （+0.3）   | 2組7着                                                                     |
| 2000 | オリンピック        | シドニー           | 4x100mR | 6位     | 38秒66 （2走）    | 準決勝で38秒31のアジア記録タイ                                             |

## 記録
| 種目    | 記録               | 年月日                     | 場所              | 備考                                    |
| 屋外    | 屋外               | 屋外                       | 屋外              | 屋外                                    |
| ------- | ------------------ | -------------------------- | ----------------- | --------------------------------------- |
| 100m    | 10秒00 （+1.9m/s） | 1998年12月13日             | バンコク          | 日本歴代5位（元アジア記録、元日本記録） |
| 200m    | 20秒16 （+1.9m/s） | 1998年10月2日              | 熊本              | 日本歴代6位（元アジア記録、元日本記録） |
| 400m    | 46秒11             | 1996年4月21日              | ウォルナット      |                                         |
| 4×100mR | 38秒31 （2走）     | 1997年8月9日 2000年9月29日 | アテネ アトランタ |                                         |
| 4×400mR | 3分00秒76 （2走）  | 1996年8月3日               | アトランタ        | 元アジア記録、日本記録                  |
| 室内    |                    |                            |                   |                                         |
| 60m     | 6秒61              | 1997年2月19日              | 北京              |                                         |
| 200m    | 20秒63             | 1999年3月5日               | 前橋              | アジア記録                              |

- 男子400mリレー上記の記録（井上悟・伊東・土江寛裕・朝原、1997年8月9日、アテネ世界陸上準決勝）は最もカーブがきつく、記録が出にくい1レーンで出された世界最高記録とも言われていた。
- 2000年9月30日、シドニーオリンピック準決勝でも川畑伸吾・伊東・末續・朝原のオーダーで38秒31のアジアタイ記録（当時）をマークしている。
- 男子1600mリレー　3分00秒76（苅部俊二・伊東浩司・小坂田淳・大森盛一、1996年8月5日、アトランタオリンピック決勝）

## 著作
- 『疾風になりたい 「9秒台」に触れた男の伝言』（月刊陸上競技(編集)、出版芸術社、2003/4、ISBN 978-4882932338）
- 『最強ランナーの法則』（鈴木博美(共著)、山口典孝(監修)、MCプレス、2006/7、ISBN 978-4901972536）
- 『DVD 日本人に適した最速の走り方 記録の壁を突き抜けろ!!』（山口典孝(共著)、西東社、2007/12、ISBN 978-4791614684）
- 『小・中学生のための走り方バイブル [DVD] 』（山口典孝(共著)、カンゼン、2008/4、ISBN 978-4862550095）
- 『ストライドを効果的に拡げるスプリント走法　伊東浩司の世界に通用するスプリント技術』（指導・解説：伊東浩司、実技：若林愛（甲南大学卒・現 住友電工（株）陸上競技部所属）、ジャパンライム、2008/6、DVD）
- 『最強ランナーの法則　新版』（鈴木博美(共著)、山口典孝(監修)、毎日コミュニケーションズ、2009/7、ISBN 978-4839933067）
- 『小・中学生のための走り方バイブル2　1時間で速くなる! 快足トレーニング編　[DVD] 』（カンゼン、2010/4、ISBN 978-4862550576）